# Chasseneuil-du-Poitou
Chasseneuil-du-Poitou là một xã, tọa lạc ở tỉnh Vienne trong vùng Nouvelle-Aquitaine, Pháp. Xã này có diện tích 17,61 km², dân số năm 2006 là 4425 người. Xã nằm ở khu vực có độ cao trung bình 77 m trên mực nước biển. Dân địa phương danh xưng tiếng Pháp là Chasseneuillais.

## Biến động dân số
| Năm | 1962  | 1968  | 1975  | 1982  | 1990  | 1999  | 2006  |
| --- | ----- | ----- | ----- | ----- | ----- | ----- | ----- |
| Dân số | 1 869 | 2 144 | 2 332 | 2 888 | 3 002 | 3 845 | 4 425 |
| From the year 1962 on: No double counting—residents of multiple communes (e.g. students and military personnel) are counted only once. |       |       |       |       |       |       |       |